# Reino Unido en los Juegos Paralímpicos de Río de Janeiro 2016
El Reino Unido estuvo representado en los Juegos Paralímpicos de Río de Janeiro 2016 por un total de 251 deportistas, 151 hombres y 100 mujeres.

## Medallistas
El equipo paralímpico británico obtuvo las siguientes medallas:
| Nombre | Deporte                       | Evento                                        |
| --- | ----------------------------- | --------------------------------------------- |
| Oro |                               |                                               |
| Hannah Cockroft | Atletismo                     | 100 m T34 femenino                            |
| Hannah Cockroft | Atletismo                     | 400 m T34 femenino                            |
| Hannah Cockroft | Atletismo                     | 800 m T34 femenino                            |
| Libby Clegg | Atletismo                     | 100 m T11 femenino                            |
| Libby Clegg | Atletismo                     | 200 m T11 femenino                            |
| Georgina Hermitage | Atletismo                     | 100 m T37 femenino                            |
| Georgina Hermitage | Atletismo                     | 400 m T37 femenino                            |
| Sophie Hahn | Atletismo                     | 100 m T38 femenino                            |
| Kadeena Cox | Atletismo                     | 400 m T38 femenino                            |
| Hollie Arnold | Atletismo                     | Jabalina F46 femenino                         |
| Joanna Butterfield | Atletismo                     | Maza F51 femenino                             |
| Jonnie Peacock | Atletismo                     | 100 m T44 masculino                           |
| Richard Whitehead | Atletismo                     | 200 m T42 masculino                           |
| Paul Blake | Atletismo                     | 400 m T36 masculino                           |
| Aled Davies | Atletismo                     | Peso F42 masculino                            |
| David Smith | Bochas                        | Individual BC1 mixto                          |
| Karen Darke | Ciclismo en ruta              | Contrarreloj H1-3 femenino                    |
| Stephen Bate | Ciclismo en ruta              | Contrarreloj B masculino                      |
| Sarah Storey | Ciclismo en ruta              | Ruta C4-5 femenino                            |
| Sarah Storey | Ciclismo en ruta              | Contrarreloj C5 femenino                      |
| Sarah Storey | Ciclismo en pista             | Persecución individual C5 femenino            |
| Kadeena Cox | Ciclismo en pista             | 500 m contrarreloj C4-5 femenino              |
| Sophie Thornhill | Ciclismo en pista             | 1 km contrarreloj B femenino                  |
| Lora Turnham | Ciclismo en pista             | Persecución individual B femenino             |
| Megan Giglia | Ciclismo en pista             | Persecución individual C1-3 femenino          |
| Jody Cundy Jon-Allan Butterworth Louis Rolfe | Ciclismo en pista             | Velocidad por equipos C1-5 mixto              |
| Jody Cundy | Ciclismo en pista             | 1 km contrarreloj C4-5 masculino              |
| Stephen Bate | Ciclismo en pista             | Persecución individual B masculino            |
| Sophie Christiansen | Hípica                        | Doma individual grado «Ia» mixto              |
| Sophie Christiansen | Hípica                        | Doma individual estilo libre grado «Ia» mixto |
| Natasha Baker | Hípica                        | Doma individual grado «II» mixto              |
| Natasha Baker | Hípica                        | Doma individual estilo libre grado «II» mixto |
| Sophie Wells | Hípica                        | Doma individual grado «IV» mixto              |
| Lee Pearson | Hípica                        | Doma individual estilo libre grado «Ib» mixto |
| Natasha Baker Sophie Christiansen Anne Dunham Sophie Wells                                                                                      | Hípica                        | Doma por equipos mixto                        |
| Bethany Firth | Natación                      | 100 m espalda S14 femenino                    |
| Bethany Firth | Natación                      | 200 m libre S14 femenino                      |
| Bethany Firth | Natación                      | 200 m estilos SM14 femenino                   |
| Hannah Russell | Natación                      | 50 m libre S12 femenino                       |
| Hannah Russell | Natación                      | 100 m espalda S12 femenino                    |
| Stephanie Millward | Natación                      | 100 m espalda S8 femenino                     |
| Eleanor Robinson | Natación                      | 50 m mariposa S6 femenino                     |
| Susie Rodgers | Natación                      | 50 m mariposa S7 femenino                     |
| Eleanor Simmonds | Natación                      | 200 m estilos SM6 femenino                    |
| Claire Cashmore Stephanie Millward Alice Tai Stephanie Slater                                                                                   | Natación                      | 4 × 100 m estilos (34 ptos.) femenino         |
| Oliver Hynd | Natación                      | 200 m estilos SM8 masculino                   |
| Oliver Hynd | Natación                      | 400 m libre S8 masculino                      |
| Aaron Moores | Natación                      | 100 m braza SB14 masculino                    |
| Matthew Wylie | Natación                      | 50 m libre S9 masculino                       |
| Michael Jones | Natación                      | 400 m libre S7 masculino                      |
| Sascha Kindred | Natación                      | 200 m estilos SM6 masculino                   |
| Jeanette Chippington | Piragüismo                    | KL1 femenino                                  |
| Emma Wiggs | Piragüismo                    | KL2 femenino                                  |
| Anne Dickins | Piragüismo                    | KL3 femenino                                  |
| Rachel Morris | Remo                          | Scull individual ASW1x femenino               |
| Lauren Rowles Laurence Whiteley | Remo                          | Scull doble TAMix2x mixto                     |
| Pam Relph Daniel Brown Grace Clough James Fox Oliver James                                                                                      | Remo                          | Cuatro con timonel LTAMix4+ mixto             |
| Robert Davies | Tenis de mesa                 | Individual 1 masculino                        |
| Will Bayley | Tenis de mesa                 | Individual 7 masculino                        |
| Gordon Reid | Tenis en silla de ruedas      | Individual masculino                          |
| Jessica Stretton | Tiro de arco                  | Individual W1 femenino                        |
| John Walker | Tiro de arco                  | Individual W1 masculino                       |
| Jo Frith John Walker | Tiro de arco                  | Equipo W1 mixto                               |
| Andy Lewis | Triatlón                      | PT2 masculino                                 |
| Plata |                               |                                               |
| Kare Adenegan | Atletismo                     | 100 m T34 femenino                            |
| Stefanie Reid | Atletismo                     | Salto de longitud T44 femenino                |
| Sophie Hahn Maria Lyle Georgina Hermitage Kadeena Cox                                                                                           | Atletismo                     | 4 × 100 m T35-38 femenino                     |
| Toby Gold | Atletismo                     | 100 m T33 masculino                           |
| Richard Whitehead | Atletismo                     | 100 m T42 masculino                           |
| Paul Blake | Atletismo                     | 800 m T36 masculino                           |
| Jonathan Broom-Edwards | Atletismo                     | Salto de altura T44 masculino                 |
| David Stone | Ciclismo en ruta              | Ruta T1-2 masculino                           |
| Crystal Lane | Ciclismo en pista             | Persecución individual C5 femenino            |
| Neil Fachie | Ciclismo en pista             | 1 km contrarreloj B masculino                 |
| Piers Gilliver | Esgrima en silla de ruedas    | Espada individual A masculino                 |
| Anne Dunham | Hípica                        | Doma individual grado «Ia» mixto              |
| Anne Dunham | Hípica                        | Doma individual estilo libre grado «Ia» mixto |
| Lee Pearson | Hípica                        | Doma individual grado «Ib» mixto              |
| Sophie Wells | Hípica                        | Doma individual estilo libre grado «IV» mixto |
| Ali Jawad | Levantamiento de potencia     | –59 kg masculino                              |
| Jessica-Jane Applegate | Natación                      | 200 m libre S14 femenino                      |
| Jessica-Jane Applegate | Natación                      | 200 m estilos SM14 femenino                   |
| Claire Cashmore | Natación                      | 100 m braza SB8 femenino                      |
| Harriet Lee | Natación                      | 100 m braza SB9 femenino                      |
| Rebecca Redfern | Natación                      | 100 m braza SB13 femenino                     |
| Bethany Firth | Natación                      | 100 m braza SB14 femenino                     |
| Stephanie Slater | Natación                      | 100 m mariposa S8 femenino                    |
| Abby Kane | Natación                      | 100 m espalda S13 femenino                    |
| Stephanie Millward | Natación                      | 200 m estilos SM8 femenino                    |
| Jonathan Fox | Natación                      | 100 m espalda S7 masculino                    |
| Jonathan Fox | Natación                      | 400 m libre S7 masculino                      |
| Thomas Hamer | Natación                      | 200 m libre S14 masculino                     |
| Thomas Hamer | Natación                      | 200 m estilos SM14 masculino                  |
| Scott Quin | Natación                      | 100 m braza SB14 masculino                    |
| Andrew Mullen | Natación                      | 50 m espalda S5 masculino                     |
| Sam Hynd | Natación                      | 100 m espalda S8 masculino                    |
| Andrew Lapthorne | Tenis en silla de ruedas      | Quad individual mixto                         |
| Alfie Hewett | Tenis en silla de ruedas      | Individual masculino                          |
| Gordon Reid Alfie Hewett | Tenis en silla de ruedas      | Dobles masculino                              |
| Jo Frith | Tiro de arco                  | Individual W1 femenino                        |
| Jodie Grinham John Stubbs | Tiro de arco                  | Compuesto por equipos clase abierta mixto     |
| Lauren Steadman | Triatlón                      | PT4 femenino                                  |
| Alison Patrick | Triatlón                      | PT5 femenino                                  |
| Bronce |                               |                                               |
| Maria Lyle | Atletismo                     | 100 m T35 femenino                            |
| Maria Lyle | Atletismo                     | 200 m T35 femenino                            |
| Kare Adenegan | Atletismo                     | 400 m T34 femenino                            |
| Kare Adenegan | Atletismo                     | 800 m T34 femenino                            |
| Kadeena Cox | Atletismo                     | 100 m T38 femenino                            |
| Gemma Prescott | Atletismo                     | Maza F32 femenino                             |
| Sabrina Fortune | Atletismo                     | Peso F20 femenino                             |
| Andrew Small | Atletismo                     | 100 m T33 masculino                           |
| David Henson | Atletismo                     | 200 m T42 masculino                           |
| Dan Greaves | Atletismo                     | Disco F44 masculino                           |
| Stephen Miller | Atletismo                     | Maza F32 masculino                            |
| Simon Brown Terry Bywater Gaz Choudhry Abdi Jama Simon Munn Ade Orogbemi Ian Sagar Kyle Marsh Greg Warburton Harry Brown Phil Pratt Lee Manning | Baloncesto en silla de ruedas | Torneo masculino                              |
| Crystal Lane | Ciclismo en ruta              | Ruta C4-5 femenino                            |
| Lora Turnham | Ciclismo en ruta              | Contrarreloj B femenino                       |
| Stephen Bate | Ciclismo en ruta              | Ruta B masculino                              |
| David Stone | Ciclismo en ruta              | Contrarreloj T1-2 masculino                   |
| Sophie Thornhill | Ciclismo en pista             | Persecución individual B femenino             |
| Louis Rolfe | Ciclismo en pista             | Persecución individual C2 masculino           |
| Zoe Newson | Levantamiento de potencia     | –45 kg femenino                               |
| Susie Rodgers | Natación                      | 50 m libre S7 femenino                        |
| Susie Rodgers | Natación                      | 400 m libre S7 femenino                       |
| Stephanie Millward | Natación                      | 100 m libre S8 femenino                       |
| Stephanie Millward | Natación                      | 400 m libre S8 femenino                       |
| Charlotte Henshaw | Natación                      | 100 m braza SB6 femenino                      |
| Alice Tai | Natación                      | 100 m espalda S10 femenino                    |
| Jessica-Jane Applegate | Natación                      | 100 m espalda S14 femenino                    |
| Eleanor Robinson | Natación                      | 100 m libre S6 femenino                       |
| Hannah Russell | Natación                      | 100 m libre S13 femenino                      |
| Eleanor Simmonds | Natación                      | 400 m libre S6 femenino                       |
| Amy Marren | Natación                      | 200 m estilos SM9 femenino                    |
| Andrew Mullen | Natación                      | 100 m libre S5 masculino                      |
| Andrew Mullen | Natación                      | 200 m libre S5 masculino                      |
| Josef Craig | Natación                      | 100 m libre S8 masculino                      |
| Lewis White | Natación                      | 400 m libre S9 masculino                      |
| Ian Marsden | Piragüismo                    | KL1 masculino                                 |
| Nick Beighton | Piragüismo                    | KL2 masculino                                 |
| Tom Aggar | Remo                          | Scull individual ASM1x masculino              |
| Will Bayley Ross Wilson Aaron McKibbin | Tenis de mesa                 | Equipo 6-8 masculino                          |
| Lucy Shuker Jordanne Whiley | Tenis en silla de ruedas      | Dobles femenino                               |
| Jamie Burdekin Andy Lapthorne | Tenis en silla de ruedas      | Quad dobles mixto                             |
| Vicky Jenkins | Tiro de arco                  | Individual W1 femenino                        |
| Melissa Reid | Triatlón                      | PT5 femenino                                  |
| Helena Lucas | Vela                          | 2.4mR individual mixto                        |
| Niki Birrell Alexandra Rickham | Vela                          | SKUD18 de dos personas mixto                  |